# TinyMCE
TinyMCEはTiny Moxiecode Content Editorの略称。TinyMCEはプラットホームに依存しないウェブベースのJavaScript/HTML WYSIWYGエディターであり、GPLv2のオープンソフトウェアライセンスに基づいてMoxiecode Systems ABらによって開発されている。TinyMCEはオープンソースのCMS（コンテンツマネージメントシステム）と親和性が高く、MODxやJoomla!・WordPressなど様々なオープンソースWYSIWYGエディターとして組み込まれている。Drupal・MovableTypeなどでもプラグイン追加などにより手軽に利用できる。